# Lavinio
Lavinio is een plaats (frazione) in de Italiaanse gemeente Anzio.

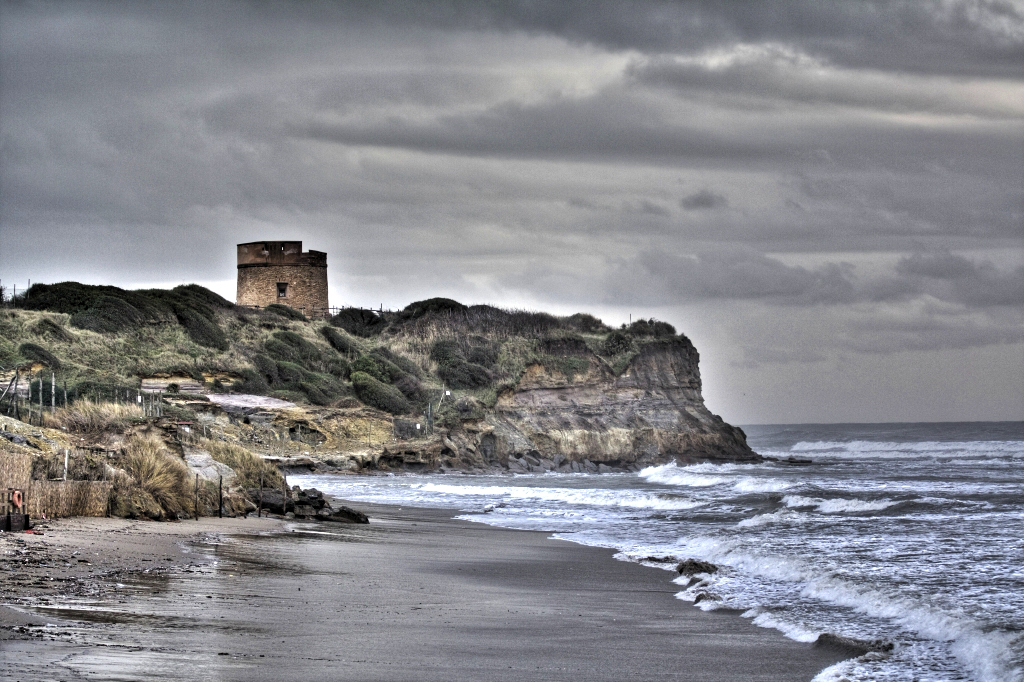
Regional Natural Reserve of Tor Caldara